# Hockey Club Asiago 2006-2007
Questa pagina contiene i dati relativi alla stagione hockeystica 2006-2007 della società di hockey su ghiaccio HC Asiago.

## Campionato
- Piazzamento: 9º e ultimo posto in serie A1.

## Roster
- Mike D'Alessandro
- Nicola Lobbia
- Gianfilippo Pavone
- Damian Surma
- Jon Pittis
- John Parco
- Aigars Cipruss
- Chris Leinweber
- Michele Ciresa
- Nathan Forster
- Federico Benetti
- Darcy Robinson
- Lucio Topatigh
- Cliff Loya
- Luca Roffo
- Riccardo Mosele
- Matteo Tessari
- Andrea Rodeghiero
- Fabio Testa
- Matt Iannetta
- Andrea Ambrosi
- Vittorio Basso
- Valentino Vellar
- Nicola Tessari
- Marco Rossi
- Gianluca Strazzabosco

### Allenatore
Enio Sacilotto e John Tucker dalla 32ª giornata di regular season.